# Скочивир
Скочивир (мкд. Скочивир) је насеље у Северној Македонији, у јужном делу државе. Скочивир припада општини Новаци. Село је било место фронталних борба за време Првог светског рата (Солунски фронт). Село је удаљено 30 km од горског врха Кајмакчалан.
Поред села (2,7 km источно), на висини 595 m, налази се излетничка тачка у селу Коњарка. 1.5 километар западно од села, на висини 567 m, налази се српско војно гробље, на десној страни Црне реке, док се једно војно гробље налази у селу код цркве свете Петке.

## Географија
Насеље Скочивир је смештено у крајње јужном делу Северне Македоније, близу државне границе са Грчком (6 km јужно од насеља). Од најближег већег града, Битоља, насеље је удаљено 36 km југоисточно.
Скочивир се налази у крајње југоисточном делу Пелагоније, највеће висоравни Северне Македоније, на месту где Црна река излажи из поља и улази у клисуру. Насељски атар је већином делом у долини Црне реке, која протиче непосредно јужно од села, док се северно од села издиже Селечка планина. Надморска висина насеља је приближно 580 m.
Клима у насељу је умереноконтинентална.

## Историја
Први пут село се помиње 1468. године у турским документима. Тада је село бројало 11 породица (56 особа) хришћанске вере. 1860. у селу је подигнута црква свете Петке, 1970. на десној страни Црне реке, на вису, подигнут је манастир Архангела Михаила.

#### Солунски фронт
Код цркве (у позадини) налази се српско војно гробље, погинулих војника за време солунског фронта (први светски рат). Гробље је у веома лошем стању (зарасло вегетацијом). Остала српска војна гробља налазе се у суседним селима Бачу и Скочивиру, која су у бољем стању. Веће српско војно гробље налази се у Битољу. До села Скочивир (преко села Бач) Антанта изградила је железницу узаног колосека (0,6 м). Од Скочивира до Кајмакчалана изграђена је и жичара за потребе војске.

##### Војна болница руске принцезе Александре Наришкине
У селу Скочивир је за време првог светског рата, 1917. године, била и руска војна болница. Болницу је формирала и руководила руска принцеза Александра Наришкина. Она је веч 1916. отворила и болницу у Солуну.

## Становништво
Скочивир је према последњем попису из 2002. године имао 30 становника. Претежно становништво по последњем попису су етнички Македонци (100%). Већинска вероисповест било је православље.
2017. године у селу је било 17 становника.

## Знаменитости
- Српско војничко гробље у Скочивиру, везано за Солунски фронт из Првог светског рата[4] и Балканске ратове

- Село Скочивир, око 1915. године
- Народна ношња из Скочивира, око 1916. године
- Српски војници играју коло, 1917.
- Српско војничко гробље источно од села

## Извори и референце
- Попис у Македонији 2002. - Књига 10.

1. ↑  ажурирано у августу 2017.
2. ↑  покошена трава унутар гробља
3. ↑  незванична оцена локалног становника
4. ↑  РТС :: Заборављени трагови српске војске